# Johann Speth

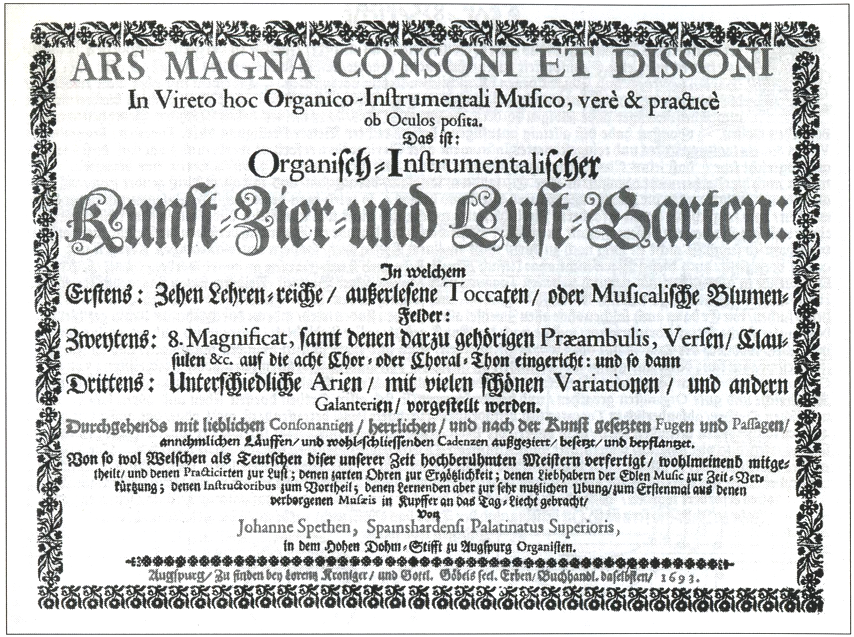

Johann Speth fou un organista alemany de finals del segle xviii. Va ser organista de la catedral d'Augsburg i publicà l'antologia Ars magna Consoni et Dissoni , la qual conté peces per a orgue i clavicordi.